# Propostira ranii
Propostira ranii là một loài nhện trong họ Theridiidae.
Loài này thuộc chi Propostira. Propostira ranii được miêu tả năm 1935 bởi Bhattacharya.